# Rode kamperfoelie
Rode kamperfoelie (Lonicera xylosteum) is een struik die behoort tot de kamperfoeliefamilie (Caprifoliaceae). De struik komt van nature voor in Eurazië. De struik wordt in de Lage Landen veel aangeplant en is daar tevens verwilderd. De oudere takken zijn hol en hebben daardoor een botachtige vorm. De soortaanduiding xylosteum is afkomstig van Oudgrieks ξύλον (xulon), 'hout' en ὀστέον (osteon), 'bot'.
De struik wordt 1-2 m hoog. De jonge takken zijn kort aangedrukt behaard. Het aan beide zijden behaarde, 2-6 cm lange blad is eirond met een wigvormige voet.
Rode kamperfoelie bloeit in mei en juni met geelachtig witte, 8-15 mm grote bloemen, die aan de voet vaak roodachtig gekleurd zijn. De bloemkroon is aan de buitenkant viltig behaard.
De glanzend, lichtrode vrucht is een bes, die vanwege de bitterstof xylosteïne voor mensen giftig is.

## Ecologie
De plant komt voor op matig vochtige, kalkrijke grond in loofbossen, aan bosranden, heggen en in struikgewas.

### Syntaxonomie
Rode kamperfoelie is een kensoort voor het liguster-verbond (Berberidion vulgaris).
Myoleja lucida heeft larven in de bes van rode kamperfoelie, waardoor de bes verkleurt en verschrompelt. Hetzelfde geldt voor de kersenvlieg (Rhagoletis cerasi). De waaiermot (Alucita hexadactyla) en de springende kamperfoeliegalmug (Contarinia lonicerearum) leven als larve in de bloemknoppen. Verder parasiteren een aantal soorten bladluizen op de plant. Witte vliegen (Aleyrodidae) leven op de bladeren. Dasineura excavans, Dasineura xylostei en kamperfoelietopgalmug (Macrolabis lonicerae) maken gallen in de bladeren. Er zijn ruim tien soorten bladmineerders die op de soort parasiteren.
Voor een aantal spanners zoals de variabele spikkelspanner (Alcis repandata), oranje iepentakvlinder (Angerona prunaria) en de seringenvlinder (Apeira syringaria) is rode kamperfoelie waardplant.